# أولولا ديل رايو
بلدية أولولا ديل رايو (بالإسبانية: Olula del Río)‏, هي بلدية تقع في مقاطعة المرية. جنوب شرق إسبانيا. يبلغ عدد سكانها 6.358 نسمة.

## وصلات خارجية
- (بالإسبانية)